# Joseph Lamb
Pour les articles homonymes, voir Lamb.
Joseph Francis Lamb (6 décembre 1887 - 3 septembre 1960) était un pianiste et compositeur américain de musique ragtime. D'origine irlandaise, il est l'un des plus célèbres compositeur du genre, avec également Scott Joplin et James Scott.

## Biographie
Joseph Lamb naquit le 6 décembre 1887 à Montclair dans le New Jersey, de parents irlandais ayant émigrés aux États-Unis (James et Julia Lamb). Il est le plus jeune de leurs quatre enfants, ses frères et sœurs étant James Jr (né en février 1872), Katharine (né en juillet 1878) et Annastesia (né en août 1884). Dans son enfance, son père le forme au métier de charpentier avec son frère. À l'âge de 8 ans, Joseph prit ses premiers cours de piano avec l'aide à ses deux grandes sœurs. Son père meurt quand il a douze ans, et il est envoyé au "St. Jerome's College" en Ontario pour une formation d'ingénieur. Durant son séjour au collège, Joseph continua de prendre des leçons de piano. Il se met alors à composer.
Il commence par composer un intermezzo, une chanson et une valse. Cette époque où il vit au Canada est frustrante pour lui, car il est éloigné de sa famille. Sa découverte du ragtime par les premières publications de grands pianistes, notamment Scott Joplin (avec Original Rags et Maple Leaf Rag en 1899 et Swipesy Cakewalk en 1900) lui donne envie d'apprendre ce genre musical. Il fait publier un premier rag en 1903, "Walper House Rag" à seulement 15 ans, suivi en 1905 de son "Ragged Rapids Rag". Il revient aux États-Unis à 16 ans, et travaille à New York dans une entreprise de marchandises. Une grande partie de son salaire hebdomadaire servait à l'achat de partitions. Il se met à travailler dans une maison d'édition à Manhattan, toujours en continuant de composer.
En 1907 il finit par rencontrer son idole, Scott Joplin. À cette époque, ce dernier est connu dans toute l'Amérique, et ses partitions se sont vendus à des millions d'exemplaires. Ils composeront ensemble "Sensation" (publié en 1908). Joplin est impressionné par le jeune Joseph, et l'invite à poursuivre sa carrière dans le ragtime. Il l'aidera même pour la publication de ses futurs travaux. Lamb publiera ainsi une dizaine de rags dans les années 1910, tous plus surprenants les uns par rapport aux autres. L'œuvre de Joseph Lamb est appréciée et il commence à se faire connaitre. Le succès de Ethiopia Rag en 1909 en témoigne. En 1911, il se marie avec Henrietta Shultz et s'installe à New York avec elle. Il s'associe alors avec la J. Fred Helf Music Publishing Company en travaillant comme arrangeur. En avril 1914, il devient également comptable chez L. F. Dommerich & Company. L'année précédente, il avait fait publier son plus célèbre rag, American Beauty Rag.
Mais en 1920, sa femme Henrietta décède de la grippe, ce qui le plonge sans doute dans un profond désarroi. C'est également à partir de cette année-là que le ragtime commence à passer de mode auprès du public, qui préfère le jazz naissant et ses big bands. Il prend alors la décision de ne plus faire publier de compositions, le piano devenant ainsi un simple passe-temps pour lui, et tombe alors dans l'oubli tout comme Scott Joplin et les autres.
Avec l'intérêt retrouvé du ragtime auprès du public à partir des années 1950, Joseph Lamb refait surface musicalement. Il est perçu par les connaisseurs (qui sont agréablement surpris de le retrouver vivant) comme un des trois « grands » du ragtime, avec Joplin et Scott. Il compose alors de nouveaux rags et fait ressortir quelques anciennes compositions jamais publiées. Il fait aussi des prises en studio et sort ainsi un album en 1960, Joseph Lamb: A Study in Classic Ragtime enregistré par le label Folkways Records. Le 3 septembre de cette année-là, il meurt d'un arrêt cardiaque à Brooklyn à l'âge de 72 ans.

## Sa musique, son style
Joseph Lamb composa peu par rapport à Scott Joplin, mais la qualité des "rags" qu'il laissa n'a rien à envier à ce dernier. Ses compositions sont un passage obligé dans l'étude du piano ragtime. Les pièces de Lamb apparaissent très soignées, à l'image de son morceau qui est sans doute son plus célèbre : "American Beauty Rag".

## Liste des compositions

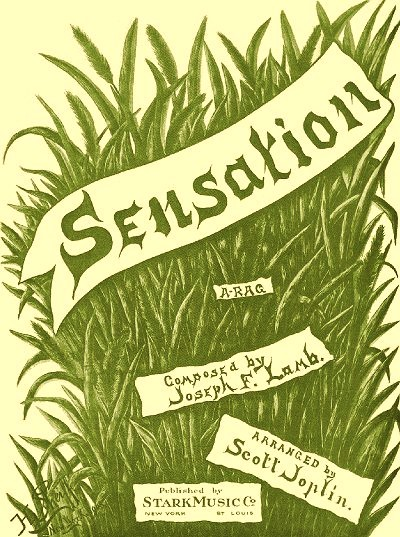
Sensation, ragtime de 1908

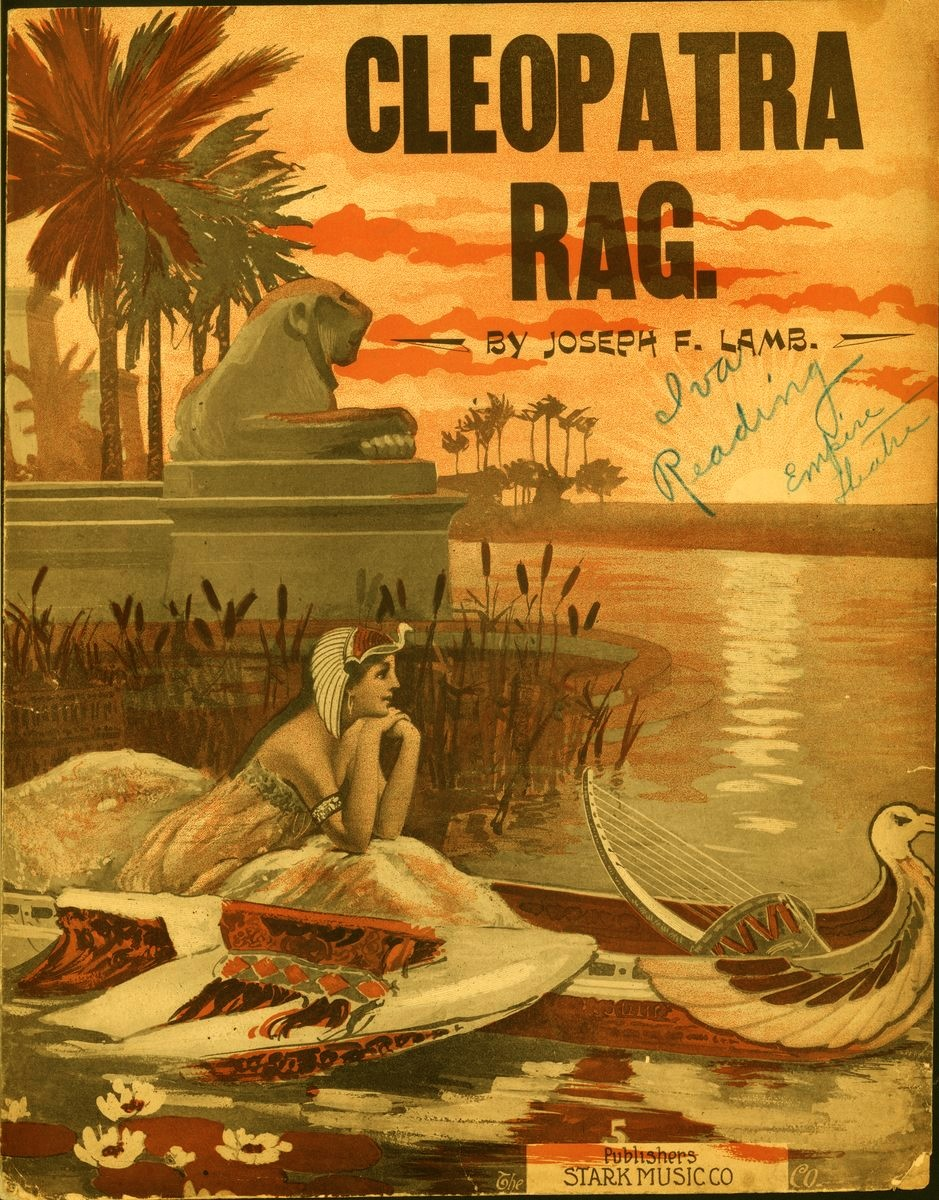
Cleopatra Rag, 1915

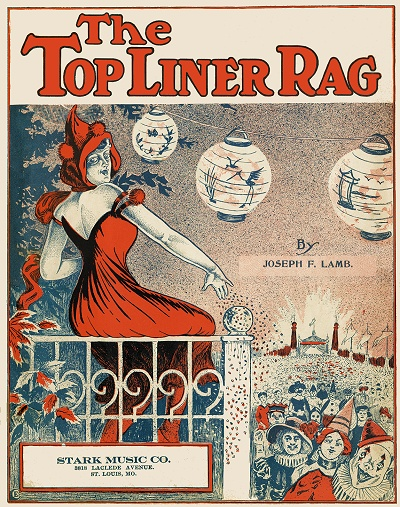
The Top Liner Rag, de 1916

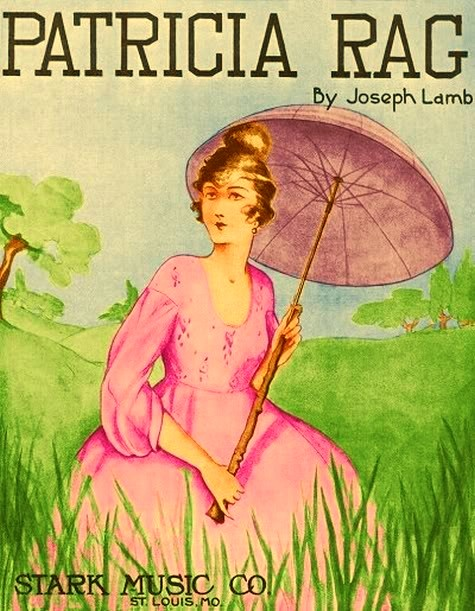
Patricia Rag, 1916

### Rags,ValsesetMarches
Joseph Lamb composa aussi la musique d'une cinquantaine de chansons.
1901
- Mignonne - Valse Lente

1903
- Walper House Rag
- Golden Leaves - Canadian Concert Waltzes
- La Premier - French Canadian March

1905
- Ragged Rapids Rag
- Celestine - Waltzes
- The Lilliputians' Bazaar - A Musical Novelty

1906
- Read Feather - March
- Florentine - Valse
- Sourdough - March

1907
- Hyacinth - A Rag
- Greased Lightning
- Rapid Transit

1908
- Rag-Time Special
- Joe Lamb's Old Rag
- Sensation - A Rag (composé avec Scott Joplin)
- Dynamite Rag
- Sunset - A Ragtime Serenade

1909
- Ethiopia - A Rag
- Excelsior - A Rag

1910
- Champagne Rag

1912
- Spanish Fly

1913
- American Beauty Rag

1914
- Chasin' The Chippies

1915
- Contentment Rag
- Ragtime Nightingale
- Cleopatra Rag
- Reindeer - Ragtime Two Step

1916
- Top Liner Rag
- Patricia Rag

1919
- Bohemia Rag

1959
- Brown Derby #2
- The Alaskan Rag
- The Beehive Rag
- The Jersey Rag
- Ragtime Reverie

1964
- Ragtime Treasures (album)